# Mieczysław Fornal
Mieczysław Fornal (ur. 30 października 1961 w Boguszycach, zm. 15 lutego 1982 we Wrocławiu) – ślusarz we wrocławskim Dolmelu, ofiara stanu wojennego.
Po fali aresztowań i represji w okresie grudzień 1981 – luty 1982, w celu podniesienia na duchu pracowników wrocławskich zakładów chciał zniszczyć, wykonany z metalu, wielki czerwony napis PZPR, który znajdował się na pętli tramwajowej, między ulicami Fabryczną i Robotniczą we Wrocławiu. We wspomnieniowym artykule z 1990 roku podano błędnie, że miała to być jakaś PZPR-owska tablica pamiątkowa. Ponieważ konstrukcja była metalowa i dużych rozmiarów Fornal postarał się o materiał wybuchowy (amonit) stosowany w kopalniach i przygotował ładunek z zapalnikiem czasowym, którym miał wysadzić wspomnianą konstrukcję. 15 lutego 1982 roku, kiedy w pokoju hotelu robotniczego „Dolmelu” przy ul. Strzegomskiej przygotowywał się do akcji, z niewiadomych przyczyn doszło do eksplozji, w wyniku której poniósł śmierć.
Natychmiast po wydarzeniu milicja i służba bezpieczeństwa podjęły intensywne działania mające wyjaśnić co się właściwie stało.  Otworzono tzw. SOS (sprawa operacyjnego sprawdzenia), w której wykorzystano wielu TW (tajnych współpracowników) mających zinfiltrować środowisko dolmelowskiej „Solidarności”. W trakcie śledztwa próbowano to tragiczne wydarzenie powiązać z innymi już prowadzonymi działaniami, aby mieć podstawę do aresztowania i osądzenia aktywnych działaczy związkowych. Chodziło tu głównie o tzw. grupę Hornika, skupioną wokół Mieczysława Hornika, któremu starano się „przykleić” sprawę ewentualnych działań o charakterze terrorystycznym. W trakcie śledztwa okazało się, że Mieczysław Fornal działał indywidualnie, a jego akcja nie miała charakteru terrorystycznego. Zastosowanie materiału wybuchowego wynikało z potrzeby usunięcia dużej, trwałej konstrukcji, której nie można było inaczej zniszczyć. 
Jak podają autorzy wspomnieniowych artykułów, Mieczysław Fornal chciał podnieść morale mieszkańców Wrocławia, którzy w pierwszych tygodniach stanu wojennego zostali dość skutecznie spacyfikowani i potrzebowali jakiegoś sygnału, że jest szansa na zwycięstwo z teoretycznie silniejszym przeciwnikiem. Z niewiadomych powodów, poza rocznicową wzmianką z 1990 roku, o wyczynie i poświęceniu Mieczysława Fornala nie ma wzmianki w opublikowanych do tej pory opracowaniach o stanie wojennym we Wrocławiu. Do roku 2021 Mieczysław Fornal pozostawał zapomnianą ofiarą stanu wojennego.